# Стрежештиј де Сус (Олт)
Стрежештиј де Сус (рум. Strejeștii de Sus) насеље је у Румунији у округу Олт у општини Стрежешти. Oпштина се налази на надморској висини од 153 m.

## Становништво
Према подацима из 2002. године у насељу је живело 1825 становника, од којих су сви румунске националности.